# 가시하라시
가시하라시(일본어: 橿原市)는 일본 나라현에 있는 도시이다.

## 지리
대부분은 평지이지만 우네비산, 아마노카쿠산, 미미나시산 등 야마토 3산이 우아한 모습을 보인다. 여름은 덥고 겨울은 추우며 비가 적은 분지 특유의 내륙성 기후이다. 인구는 약 125,000명으로 나라시에 이은 현내 제2의 도시이다. 시명은 진무 천황의 가시하라궁에서 유래한다.

## 역사
고대에는 야마토국 다카이치군의 땅으로 많은 신사가 있었다. 694년에 일본 최초의 도성인 후지와라쿄가 축조되어 수도가 헤이조쿄로 이전할 때까지 16년 동안 존속했다. 에도 막부 말기부터 진무 천황의 일본 건국의 땅으로 주목받아 우네비릉이 축조되었고 또 메이지 시대에는 가시하라 신궁이 창건되었다.
1956년 2월 11일에 다카이치군 야기정, 이마이정, 우네비정, 진스가촌, 가모키미촌, 시키군 미미나시촌의 합병으로 시가 성립했다.
고도 경제성장기에는 오사카시와 교토시, 나라시 등의 주택 지역으로서 인구 유입이 계속되었다.

## 교통

### 철도
- 서일본 여객철도
  - 사쿠라이선
    - (← 사쿠라이시 사쿠라이역) - 가구야마역 - (가시하라시 우네비역 →)

- 긴키 닛폰 철도
  - 오사카선
    - (← 야마토타카다시 마쓰즈카역) - 마스가역 - 야마토야기역 - 미미나시역 - (사쿠라이시 다이후쿠역 →)

  - 가시하라선
    - (← 다와라모토정 가사누이역) - 니노쿠치역 - 야마토야기역 - 야기니시구치역 - 우네비고료마에역 - 가시하라진구마에역

  - 미나미오사카선
    - 보조역 - 가시하라진구니시구치역 - 가시하라진구마에역

  - 요시노선
    - 가시하라진구마에역 - 오카데라역 - (아스카촌 아스카역 →)

### 도로
- 게이나와 자동차도(일본어판)
- 국도 제24호선
- 국도 제165호선 (일본)(일본어판)
- 국도 제166호선 (일본)(일본어판)
- 국도 제169호선